# Альмерийская культура
Альмерийская культура (варианты: иберо-сахарская культура, культура Альмерия, культура Эль-Гарсель) возникла на Средиземноморском побережье Иберийского полуострова около 3000 года до н. э. под влиянием франко-иберских потомков кардиальной культуры.
После первой миграции с востока около 4000 года до н. э., которая дала начало культуре пещер, вторая волна, предположительно сирийского происхождения, дала начало альмерийской культуре. Хотя эта волна была не слишком многочисленной, культура просуществовала в течение нескольких столетий и оказала существенное влияние на местные культуру и население. При этом крупные конфликты отсутствовали, а носители новой культуры поддерживали постоянные связи с восточным Средиземноморьем, откуда они пришли в Испанию. С собой мигранты привезли плиты-идолы эгейского типа, а также коллективные захоронения типа толосов, характерные также для неолитического Кипра (3700—2300 годы до н. э.).
Потомком альмерийской культуры является культура Лос-Мильярес Медного века.